# Черни ризи
Доброволната милиция за национална безопасност (на италиански: Milizia Volontaria per la Sicurezza Nazionale, MVSN), известна още като Черни ризи (итал. camicie nere), е паравоенно крило на Националната фашистка партия.

## История
Черните ризи са създадени като „squadristi“ през 1919 г. и се състоят от много недоволни бивши войници. Задачата им е да водят борба срещу големите си врагове – социалистите. Счита се, че членовете им са 200 000 души по времето на похода към Рим от 27 до 29 октомври 1922 г. През 1922 г. те се реорганизират в милиция и на 1 февруари 1923 г. Черноризците се превръщат в Доброволна милиция за национална безопасност (Milizia Volontaria per la Sicurezza Nazionale, или MVSN), която е активна до 8 септември 1943 г.
Нейните членове се отличават с техните черни униформи (моделирани по тези на ардитите, италианските елитни войски от Първата световна война) и тяхната лоялност към Бенито Мусолини („Дуче“), лидера на фашизма, на когото те се заклеват. Основателите на паравоенната групировка са националисти интелектуалци, бивши армейски офицери и млади собственици на земя, които се противопоставят на синдикатите и селските работници. Техните методи стават по-твърди, тъй като властта на Мусолини нараства и те използват насилие и заплахи срещу противниците на Дучето. Италианската социална република, разположена в областите на Северна Италия, окупирани от Нацистка Германия, реформира MVSN на 8 декември 1943 г. като Национална републиканска гвардия (Guardia Nazionale Repubblicana, GNR).

### Втора световна война
През 1940 г. MVSN успява да събере 340 000 бойци на първа линия, като осигурява три дивизии (1-ва, 2-ра и 4-та – всичките три, които са изгубени в Северноафриканската кампания).
MVSN се бие във всяка битка, в която участва Италия.

### Офицерски звания
| Звание на италиански                         | Знак | Звание на български                |
| -------------------------------------------- | ---- | ---------------------------------- |
| Primo Caporale d'Onore                       |      | Първи почетен капрал               |
| Caporale d'Onore                             |      | Почетен капрал                     |
| Comandante Generale                          |      | Командир-Генерал                   |
| Luogotenente Generale Capo di Stato Maggiore |      | Генерал-лейтенант началник щаб     |
| Luogotenente Generale                        |      | Генерал-лейтенант                  |
| Console Generale                             |      | Бригаден генерал                   |
| Console                                      |      | Полковник                          |
| Primo Seniore                                |      | Лейтенант-Полковник (Подполковник) |
| Seniore                                      |      | Майор                              |
| Centurione                                   |      | Центурион (Капитан)                |
| Capo Manipolo                                |      | Лейтенант                          |
| Sotto Capo Manipolo                          |      | Младши лейтенант                   |

## Наследство
Организацията и понякога униформата са копирани от други, които споделят политическите идеи на Мусолини, включително Адолф Хитлер в Нацистка Германия, който залага на кафяви ризи на „Щурмови отряди“ (Щурмабтайлунг, СА) и черни униформи на „Отбранителната група“ (Шуцщафел, СС), сър Осуалд Мозли в Обединеното кралство (чийто Британски съюз на фашистите също е известен като „Черноризци“), Съюз на ратниците за напредъка на българщината, носещи червени ризи, Уилям Дъдли Пелей в Съединените щати (Сребърен легион на Америка или „Сребърни ризи“).